# Ош (город, Кыргызстан)
Ош (кирг. Ош) —  один из крупнейших городов Кыргызстана, город республиканского значения, административный центр Ошской области, неформально именуемый «южной столицей». Расположен на юге страны, в предгорьях Алайского хребта, в долине реки Ак-Буура. Является вторым по численности населения городом Кыргызстана после Бишкека и важным экономическим, культурным и транспортным узлом региона.
Ош — один из древнейших городов Центральной Азии с историей, насчитывающей более 3 тысяч лет. Город знаменит своей архитектурой, базарами, национальной кухней, а также уникальным природным памятником — священной горой Сулайман-Тоо, включённой в список объектов Всемирного наследия ЮНЕСКО. 
18 декабря 2018 года город Ош объявлен Культурной столицей тюркского мира на 2019 год.

## Этимология
Точная этимология неизвестна, но есть несколько версий происхождения топонима:
1. Существует предание, что однажды в одном из своих походов царь Соломон (Сулайман) вёл войско, а впереди гнал пару волов, запряжённых в плуг. Как только волы поравнялись со знаменитой горой, царю понравилось место для привала, и он крикнул, чтобы остановить животных: Хош! — «Все, довольно!», это восклицание и дало название будущему городу.
2. Топоним произошёл от персидского «خوش» (xoš) «приятный, хороший», что означает «приятный город».

## География

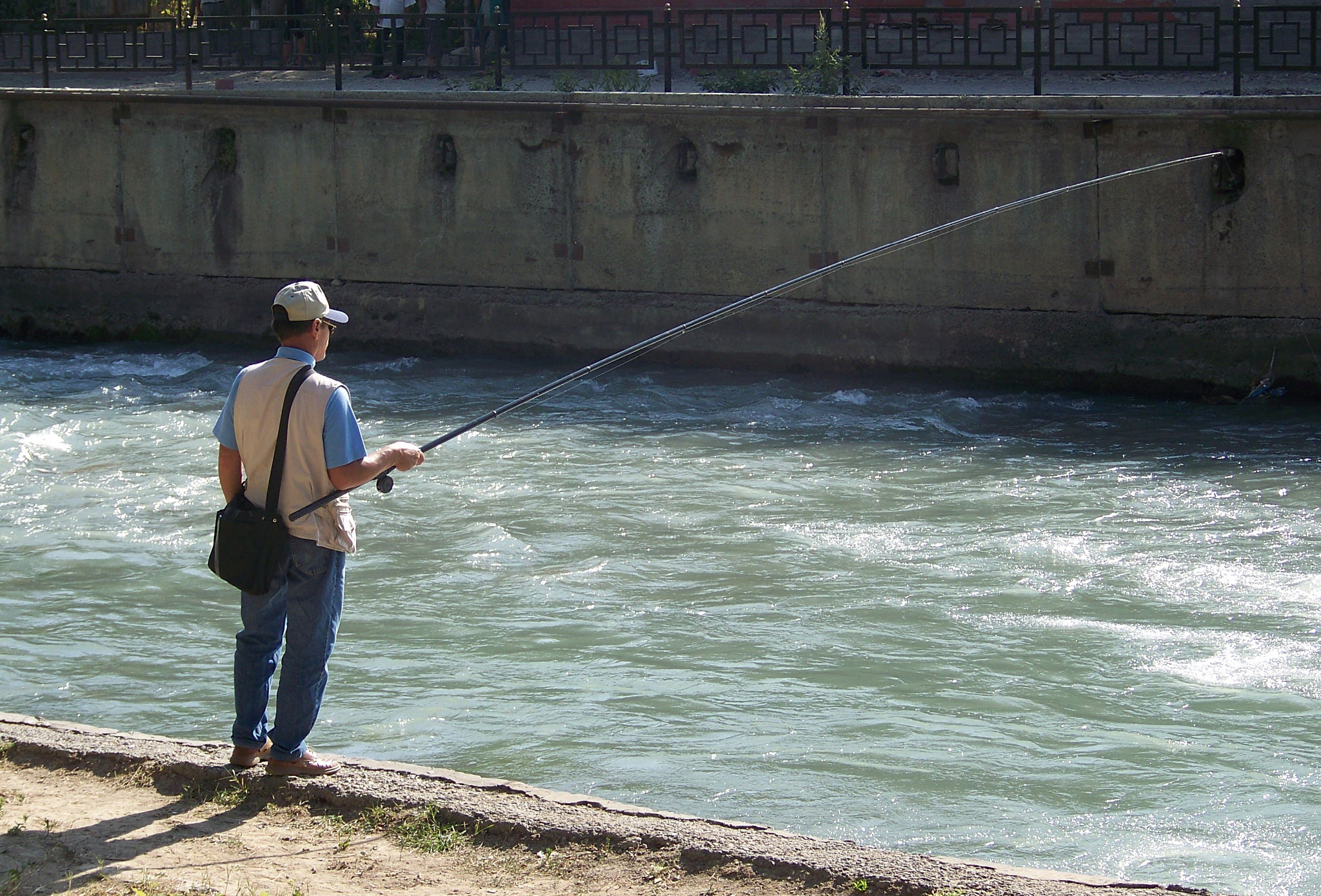
Рыбалка на реке Ак-Буура

Ош расположен на юге Кыргызстана в 300 км к юго-западу от Бишкека (700 км по автодороге М43). Город расположен в восточной части Ферганской долины у выхода реки Ак-Буура (Акбура) из предгорий Алайского хребта, на высоте от 870 до 1110.

## Климат
Климат города — континентальный, засушливый. Средняя температура января — −2 градуса Цельсия, июля — +25/+26 градусов Цельсия. Осадков выпадает в районе 400—500 мм в год.
| Показатель                    | Янв. | Фев. | Март | Апр. | Май | Июнь | Июль | Авг. | Сен. | Окт. | Нояб. | Дек. | Год |
| ----------------------------- | ---- | ---- | ---- | ---- | --- | ---- | ---- | ---- | ---- | ---- | ----- | ---- | --- |
| Средний суточный максимум, °C | 2    | 4    | 12   | 18   | 25  | 31   | 33   | 32   | 27   | 19   | 13    | 5    | 18  |
| Средний суточный минимум, °C  | −6   | −5   | 2    | 6    | 11  | 16   | 18   | 17   | 11   | 6    | −2    | −4   | 6   |
| Норма осадков, мм             | 34   | 42   | 61   | 67   | 47  | 23   | 9    | 7    | 6    | 37   | 36    | 47   | 416 |
| Источник: Яндекс погода       |      |      |      |      |     |      |      |      |      |      |       |      |     |

## История

### В древности

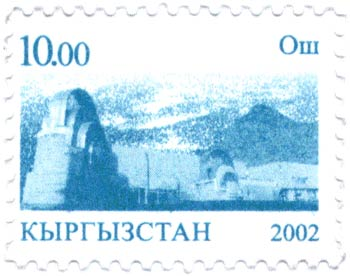
Музей «Сулайман-Тоо» на почтовой марке

Город расположен в предгорном оазисе. Поселение земледельцев эпохи бронзы было обнаружено на южном склоне горы Сулайман-Тоо.
Ош является одним из старейших селений Кыргызстана. Ныне официально предложено считать, что история города насчитывает около 3000 лет.
Однако в исторической науке принято вести отсчёт возраста города от самого раннего упоминания в исторических актах, которое в летописях относится к IX веку н. э., что всё равно позволяет считать его старейшим городом страны.
В X веке Ош считался третьим по величине городом Ферганы, являясь точкой пересечения караванных путей из Индии и Китая в Европу (см. Великий шёлковый путь).
В XI—XII веках Ош входил в состав тюркского каганата Караханидов, а затем — Западнокараханидского каганата. В 1141 году был захвачен монгольскими племенами каракитаев, а в 1210 году вошёл в состав государства Хорезмшахов.
В 1220 году Ош был захвачен ордами Чингис-хана, и вошёл в состав Чагатайского улуса. В 1340-е годы стал частью Моголистана, а в 1380-е годы вошёл в империю Тимура.
В XV веке входил в состав Могулистана.
В последующие годы город Ош вошел в состав Кокандского ханства.

### В составе Российской империи
В 1876 году после завоевания Кокандского ханства Ош вошёл в состав Российской империи (см. Среднеазиатские владения Российской империи) как административный центр Ошского уезда Ферганской области.

### Советский период

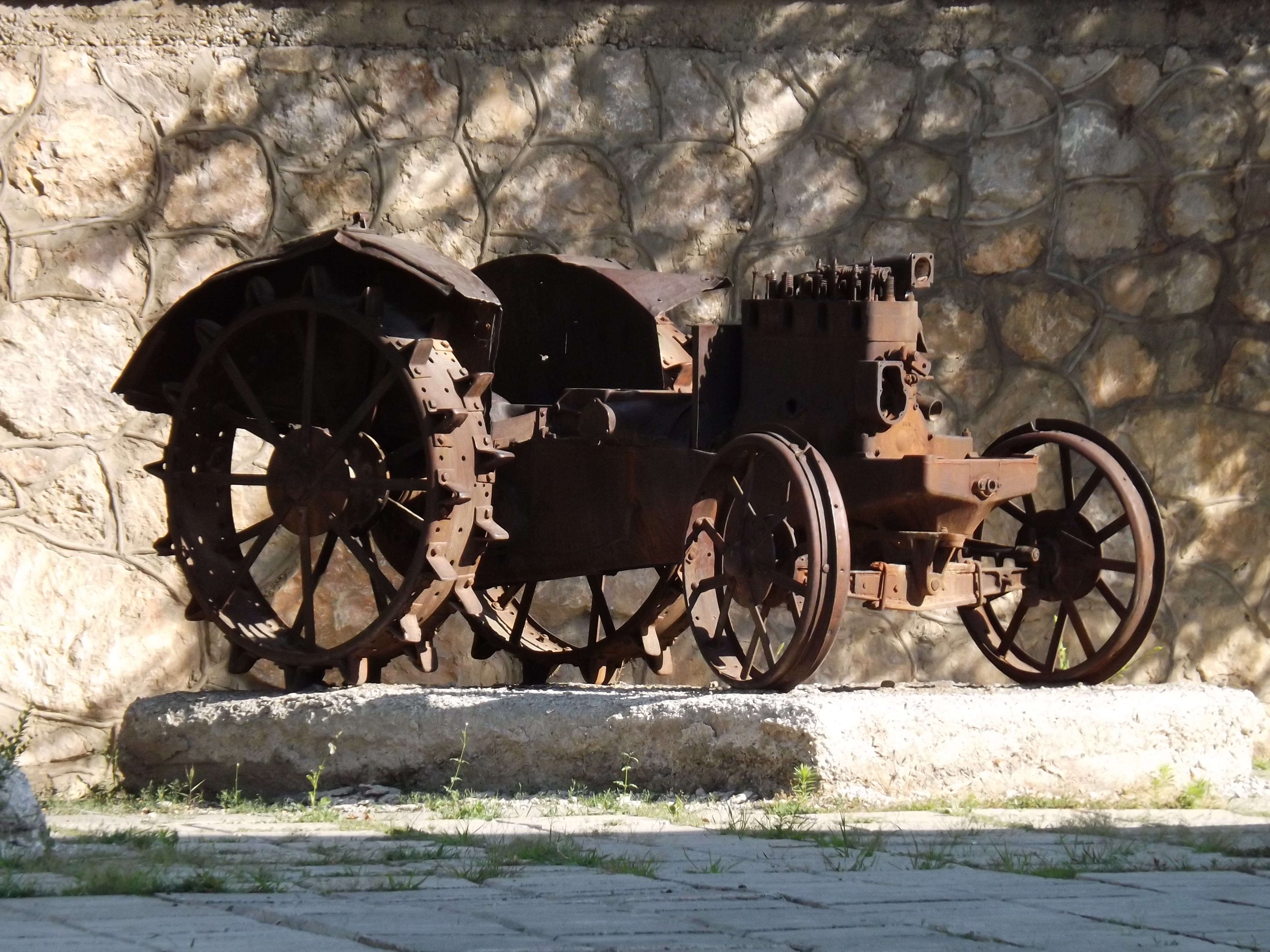
Первенец механизации сельского хозяйства на территории краеведческого музея «Сулайман-Тоо»

Ош с 1918 года находился в составе Туркестанской АССР. 14 октября 1924 года в результате национально-территориального размежевания Средней Азии в составе РСФСР была образована Кара-Киргизская автономная область, которая 25 мая 1925 года была переименована в Киргизскую Автономную область.
1 февраля 1926 года были изменены её статус и наименование: Киргизская Автономная Советская Социалистическая Республика; с 5 декабря 1936 года она была выведена из состава РСФСР и стала Киргизской Советской Социалистической Республикой в составе СССР.
В 1925—1936 годах Ош являлся самым южным городом РСФСР. В 1939 году он стал центром Ошской области.
За годы Советской власти город превратился в крупный промышленный центр. Здесь действовали хлопчатобумажный и шёлковый комбинаты, гренажный, хлопкоочистительный и кирпичный заводы, заводы ЖБИ, швейная и обувная фабрики, предприятия пищевой, машиностроительной и металлообрабатывающей промышленности.
В 1950-е годы археолог Юрий Заднепровский нашёл остатки древнего поселения на южном склоне Сулайман-Тоо, доказав, что поселения на территории современного Оша существовали даже 3 тысячи лет назад.
В 1990 году в городах Ош и Узген произошли межэтнические столкновения между киргизами и узбеками. Столкновения начались из-за выделения киргизам участков под индивидуальную застройку на полях пригородного колхоза, тогда как узбеки были против этого. Благодаря вводу советских войск в город, столкновения быстро закончились, но около двух недель в городе был комендантский час.

### Независимый Кыргызстан

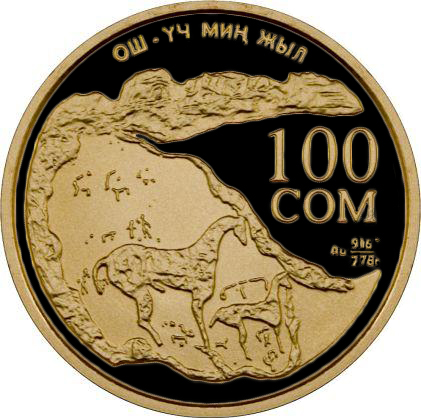
Памятная монета Кыргызстана, посвящённая 3000-летию города

В 2000 году по указу президента Кыргызстана Аскара Акаева было торжественно отмечено 3000-летие Оша. С тех пор появилась традиция 5 октября отмечать День города.
11 июня 2003 года Ошу присвоен статус города республиканского значения.
Во время кризиса власти в 2005 году Ош стал одним из первых городов, перешедших под контроль оппозиции.
Согласно закону от 3 ноября 2008 года № 238 «Об упразднении административно-территориальных единиц, находящихся на территориях городов республиканского и областного значений» в городе Ош был упразднён Жапалакский аильный округ.
Летом 2010 года после апрельской революции и ослабления центральной власти произошли столкновения между киргизами и узбеками, приведшие к многочисленным жертвам и потоку беженцев на территорию соседних областей Узбекистана. Общее число разрушенных объектов составило 888, из них 718 — жилые дома.
Через 10 лет после принятия Закона о статусе города Ош 12 декабря 2013 года был принят новый закон № 219 «О статусе города Ош».

## Население
По состоянию на 1 января 2023 года население города составляет 361 300 человек.
Согласно оценке на 1 января 2015 года, население города составляло 253 300 человек; население города с пригородами на 2012 год оценивалось в 500 000 жителей.
Городской администрации, помимо собственно города Ош, подчинены 11 пригородных сёл (Алмалык, Арек, Гулбаар-Толойкон, Джапалак, Кенеш, Керме-Тоо, Озгур, Орке, Пятилетка, Толойкон, Тээке) с общим населением 27 000 жителей.
По данным переписи населения 2022 года, киргизы составляли 59 % горожан, а узбеки — 38 %. Также в Оше проживают русские, турки, татары, уйгуры, таджики, азербайджанцы и другие этносы.
В царское и советское время центральная часть современного города условно делилась на «старый город» (центральный рынок, мечеть Аль-Бухари и территория вокруг них), где в основном проживало местное население (в то время — преимущественно сарты/узбеки), и «новый город» (церковь/ДК, военный гарнизон, «пьянбазар», государственная администрация, государственная больница, «Араванская»), где значительную часть населения составляли русские и другие русскоязычные.
| Год                  | 1939 | 1959 | 1970 | 1974 | 1979 | 1989 | 1991 | 1999 | 2009 | 2010 | 2011 | 2012 | 2015 | 2019 |
| Население, тыс. чел. | 33   | 65   | 120  | 143  | 169  | 213  | 212  | 212  | 220  | 235  | 231  | 230  | 243  | 257  |

| Этнос         | Численность по переписи 2009 года | Доля (%) |
| ------------- | --------------------------------- | -------- |
| Всего         | 232 816                           | 100,00 % |
| Киргизы       | 112 469                           | 48,31 %  |
| Узбеки        | 100 218                           | 43,05 %  |
| Русские       | 6 292                             | 2,70 %   |
| Турки         | 5 506                             | 2,36 %   |
| Татары        | 2 703                             | 1,16 %   |
| Туркмены      | 885                               | 0,38 %   |
| Уйгуры        | 791                               | 0,34 %   |
| Таджики       | 679                               | 0,29 %   |
| Азербайджанцы | 587                               | 0,25 %   |
| Украинцы      | 379                               | 0,16 %   |
| Корейцы       | 319                               | 0,14 %   |
| Казахи        | 265                               | 0,11 %   |
| Китайцы       | 221                               | 0,09 %   |
| Курды         | 199                               | 0,09 %   |
| Дунгане       | 92                                | 0,04 %   |
| Немцы         | 90                                | 0,04 %   |
| другие        | 1121                              | 0,48 %   |

Городской администрации Оша подчинены 11 пригородных сёл (суммарной численностью населения 25 295 человек), в них подавляющее большинство населения составляют киргизы (23 520 человек, или 93,0 %), а узбеки — меньшинство (1567 человек, или 6,2 %).
| Название         | Население на 01.01.2014 (человек) |
| ---------------- | --------------------------------- |
| Алмалык          | 866                               |
| Арек             | 1959                              |
| Гулбаар-Толойкон | 1198                              |
| Джапалак         | 4035                              |
| Кенеш            | 3826                              |
| Керме-Тоо        | 1642                              |
| Озгур (часть)    | 3267                              |
| Орке             | 4557                              |
| Пятилетка        | 2243                              |
| Телейкен (часть) | 2873                              |
| Тээке            | 1705                              |

### Языки обучения
Несмотря на выезд на историческую родину русскоязычных жителей, в городе в 2011—2012 учебном году из 56 учреждений, дающих среднее образование, в 10 обучение велось на русском языке, в 11 — на киргизском и русском.
Для сравнения, в 2006—2007 учебном году в городе из 56 школ в 15 школах был киргизский язык обучения (7853 учащихся), в 8 школах — русский язык обучения (7658 учащихся), в 14 школах — узбекский язык обучения (10 073 учащихся), в 16 школах — 2 языка обучения (25 608 учащихся), в 3 школах — 3 языка обучения (4378 учащихся).

## Символы

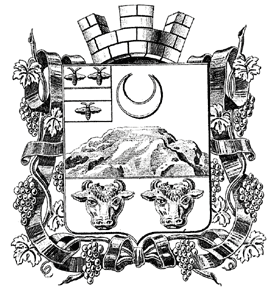
Герб города 1908 года

Герб города Оша был высочайше утвержден 22 октября 1908 года —
В червленом щите серебряная вершина горы, сопровождаемая сверху золотым полумесяцем рогами вверх. В нижней оконечности щита две золотые воловьи головы с червлеными глазами. В вольной части щита герб Ферганской области. Щит украшен серебряною башенною короною о трех зубцах и окружен двумя виноградными лозами, соединенными Александровской лентою.Полное собрание законов Российской империи
Силуэт горы Сулайман-Тоо занимает центральное место и в современном гербе Оша. Над силуэтом горы изображено золотое солнце с исходящими от него лучами, вся композиция окружена синим киргизским орнаментом с надписью «ОШ» в нижней части.

## Награды
- Орден «Данакер» (4 октября 2000 года) — учитывая особую историческую роль города Ош в становлении и развитии кыргызской государственности, укреплении дружбы и межэтнического согласия, его уникальное значение как связующего торгово-культурного моста на Великом Шёлковом пути и в связи с 3000-летием основания города[21].

## Экономика
Одним из градообразующих предприятий являлся хлопчатобумажный комбинат (ХБК), входивший в число крупнейших в Центральной Азии и действующий с советских времен. До недавнего времени работали шёлковый комбинат (АО «Ош-Жибек»), завод погружных насосов, текстильный комбинат (АО «Текстильщик»). Электричеством город снабжает Ошская ТЭЦ.
К перерабатывающей промышленности относится АО «Келечек» — Ошский мясокомбинат, производитель хлеба АО «Ош-Нан», завод по переработке и ферментации табака.

### Торговля
Исторически центром торговли в городе является центральный рынок расположенный по улице Базарная в центре города на левом берегу реки Ак-Буура. В постсоветское время рыночные площади значительно расширились и теперь торговля ведётся также в прилегающих локациях: «Шейит-Дёбё», «Тешик-Таш» (ул. Ленина) и по улицам Кара-Суйская и Раимбекова.
В пригороде, в 22 км от города (сельская управа Сарай Кара-Суйского района) имеется крупнейший в Ферганской долине оптово-розничный рынок «Тураталы базары».
В настоящее время открывается много новых торговых центров: «Келечек», «Датка», «Фрунзе» и др.

### Транспорт

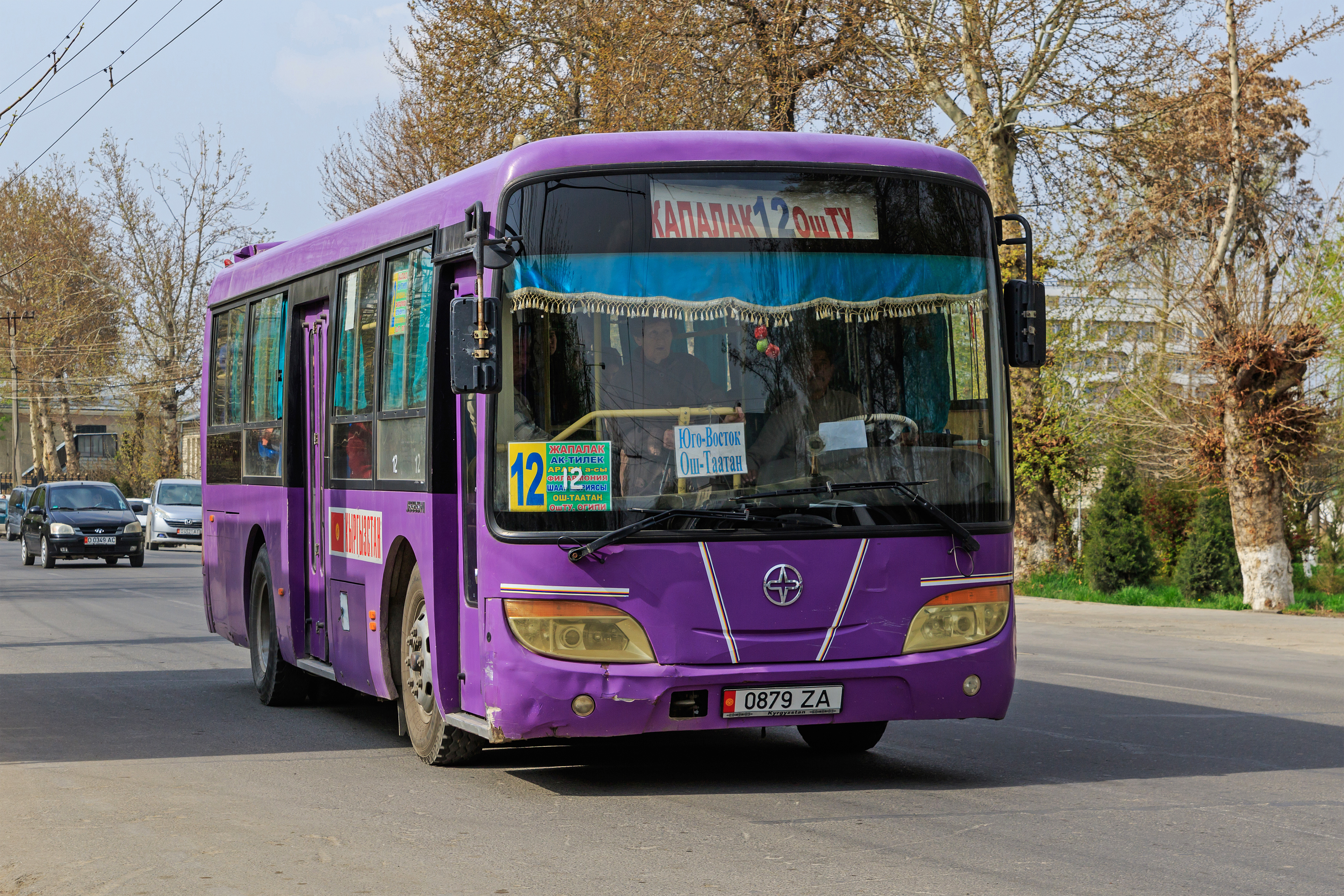
Городской автобус в Оше

Основной вид местного транспорта — автомобильный.
В городе действуют 56 городских автобусных маршрутов, где задействованы около 1000 автобусов различной вместимости, в основном миниавтобусы Mercedes малой вместимости (10-16 чел). Муниципальный общественный транспорт представлен автобусами Isuzu и троллейбусами, троллейбусная система (на данный момент маршруты 1 и 2) в городе действует с 1977 года.
Для пригородных и междугородних сообщений в городе есть два автовокзала — № 1 («Старый» автовокзал в центре города) и № 2 («Новый» автовокзал в пригороде). В сентябре 2015 года все маршруты центрального автовокзала были переведены на практически бездействовавший до этого времени автовокзал № 2.
В городе также есть железнодорожные станции «Ош-1» и «Ош-2», главной функцией которых является обслуживание грузовых перевозок. В советский период на станции «Ош-1» формировались прицепные пассажирские вагоны к составам отправляющимся с железнодорожных вокзалов Джалал-Абада и Андижана. Пассажирское сообщение прекратилось в 1993 году, местное сообщение Ош — Джалал-Абад восстанавливалось в 2000 году.
Аэропорт «Ош» активно работает, принимая и отправляя местные и международные рейсы.

## Культура, образование, достопримечательности

Смотровая площадка и «домик Бабура» на горе Сулайман-Тоо

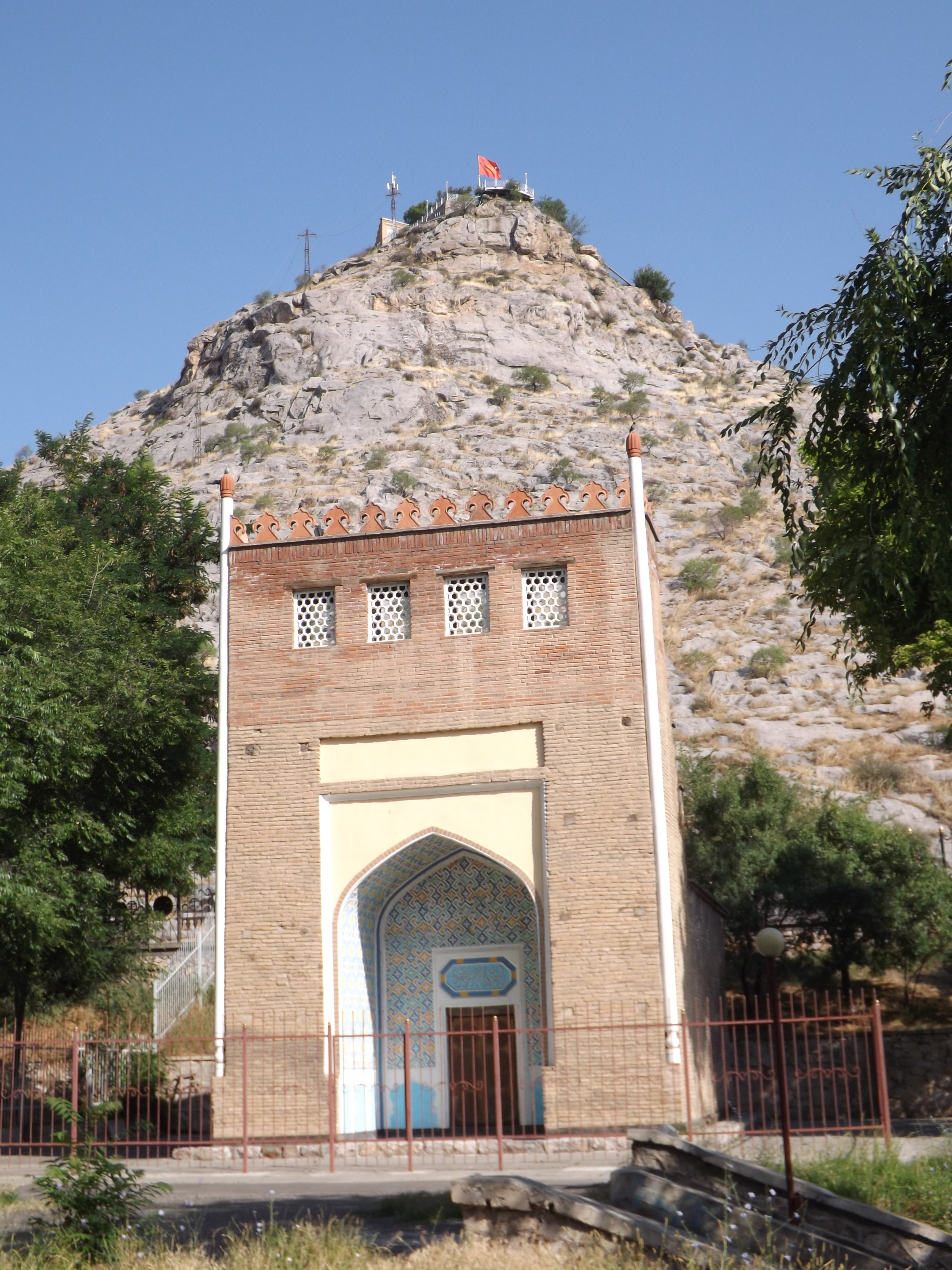
Мавзолей у подножия Сулайман-Тоо

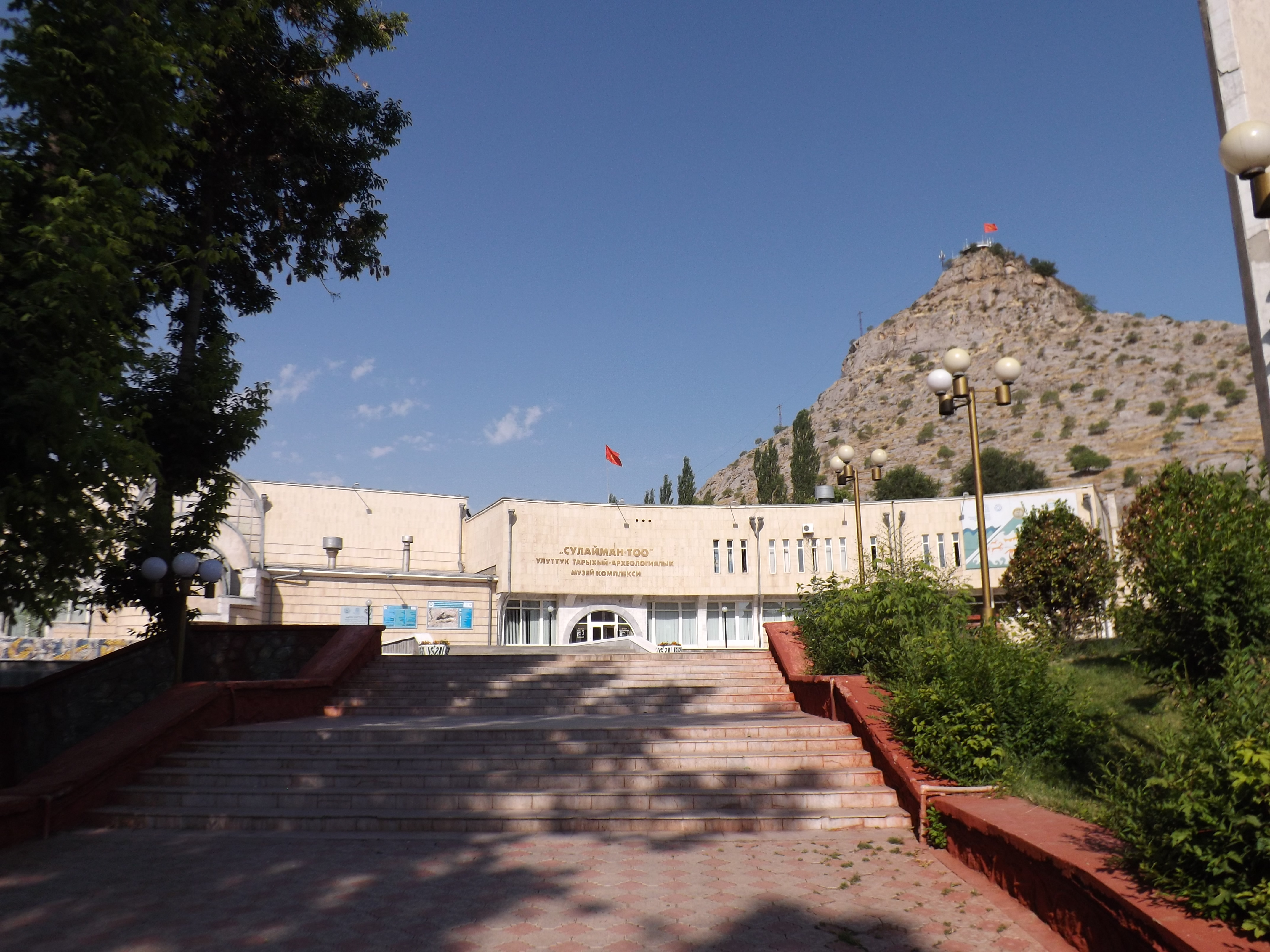
Краеведческий музей «Сулайман-Тоо» в Оше

- Национальный историко-археологический музейный комплекс Сулейман

Священная гора Сулайман-Тоо, красующаяся посреди города Ош. Единственный объект Кыргызстана в списке ЮНЕСКО (c 2009 года).
- Домик на восточной оконечности горы Сулайман-Тоо, был построен в XVI веке приказом Бабура. В советское время был разрушен и в перестроечные годы был восстановлен.
  - Мечеть Тахт-и-Сулейман
- Ак-Буринская крепость (I—XII)
- Государственный академический музыкально-драматический театр имени Бабура
- Краеведческий музей, расположенный в пещере горы Сулайман-Тоо.
- Краеведческий комплекс «Великий Шёлковый путь» с восточной стороны горы Сулайман-Тоо построенный к празднованию трёхтысячелетия города
- Средневековая баня
- Скала Сурот-Таш (100 наскальных рисунков I тыс. до н. э.)

### Религиозные достопримечательности

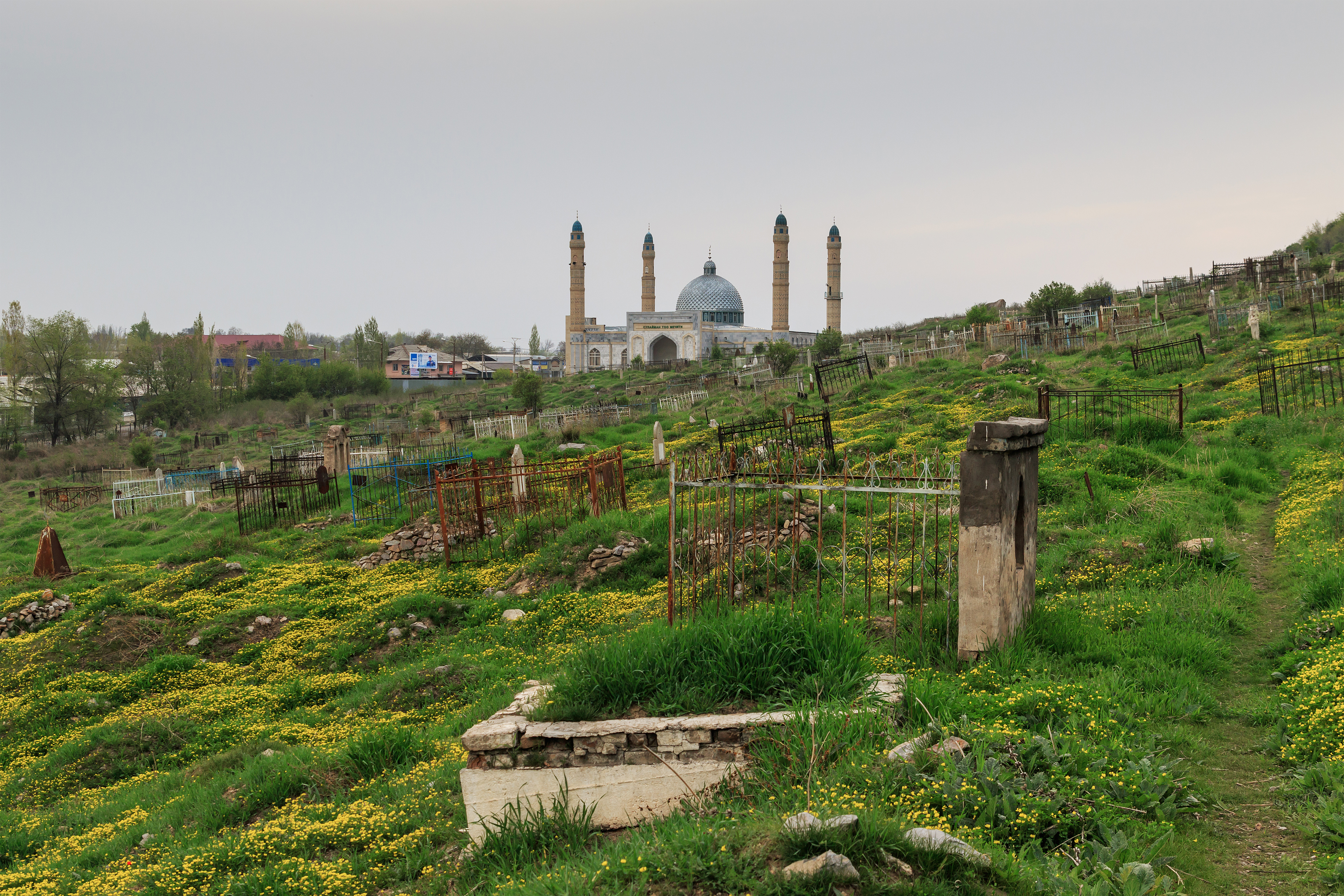
Кладбище и мечеть «Сулайман-Тоо»

Ош являлся одним из религиозных мусульманских центров Средней Азии. Наиболее известен древними мечетями в центре города, а также горой Сулайман-Тоо (Тахт-и-Сулайман, Трон Соломона), являющейся традиционным местом паломничества.
- Комплекс на горе Сулайман-Тоо (Тахт-и-Сулайман — Трон Соломона) является местом паломничества по меньшей мере с X века, особенно популярен у женщин, желающих избавиться от бесплодия[25].
- Мечеть Шахид-Тепа на 5000 верующих
- Мечеть Ача-Мазар
- Мечеть Садыкбая
- Мавзолей Асаф-ибн-Бурхия (XI—XVII)
- Мечеть Рават Абдулла-хана (XVII—XVIII)
- Мечеть Мухаммад Юсуф Байходжи угли (1909)
- Михайло-Архангельская церковь
- В 2012 году построена крупнейшая мечеть «Сулайман-Тоо»[27]

### Театры, филармонии, кинотеатры
- Национальный (Киргизский) драматический театр имени С. Ибраимова
- Кукольный театр (в одном здании с первым)
- Ошский музыкально-драматический театр имени Бабура
- Областная филармония имени Р. Абдыкадырова
- Кинотеатр «Семетей»
- Кинотеатр «Кыргызстан»
- Кинотеатр «Нур» (бывший «Луч»)

### Памятники
- Памятники Токтогулу Сатылганову
- Памятник Барсбек-кагану
- Памятник Алымбек-датки
- Памятник Алишеру Навои

Памятник Рыспаю Абдыкадырову возле здания одноимённой областной филармонии в г. Ош

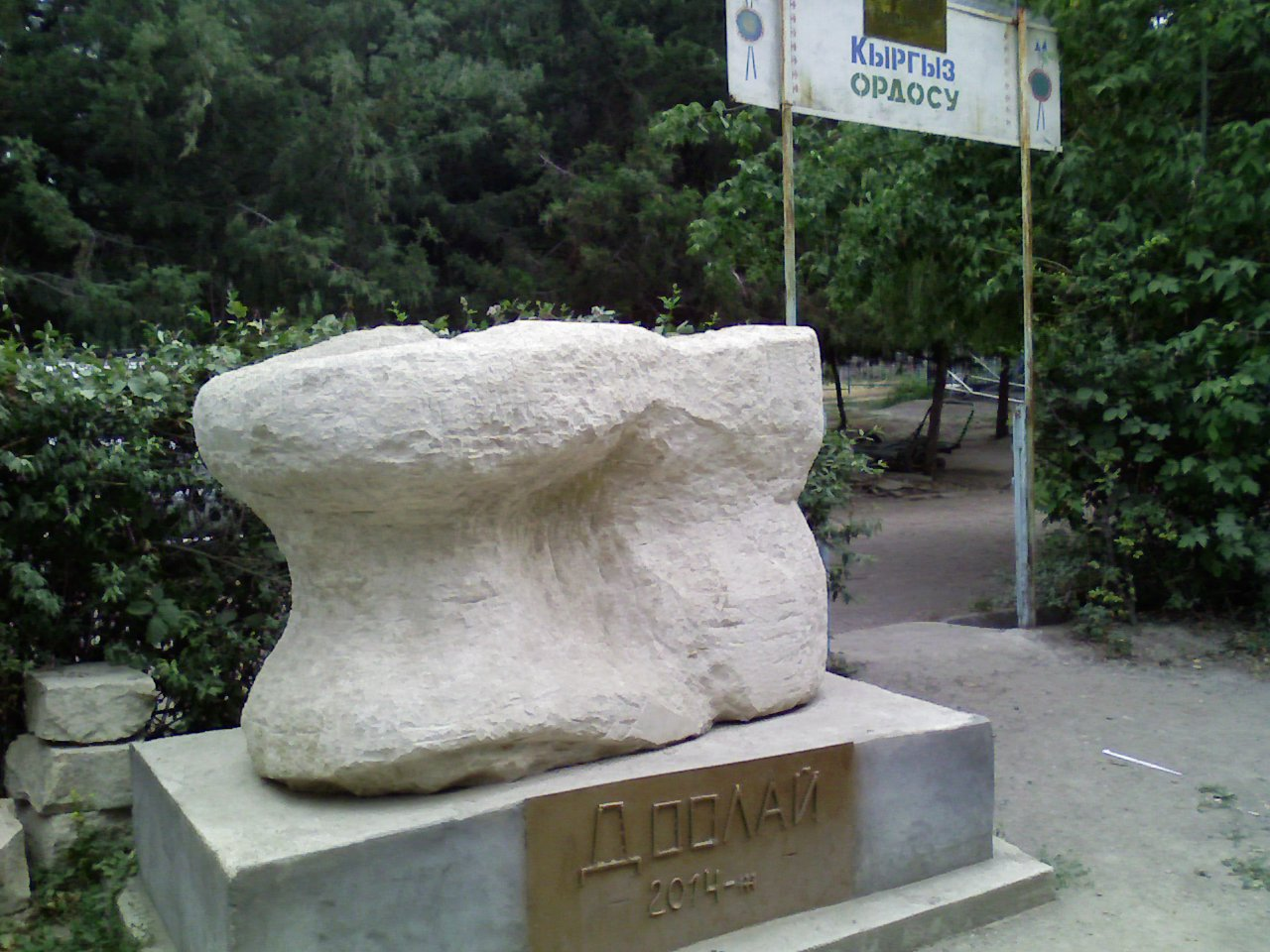
Памятник на площадке для игры в ордо

- Монументальный комплекс «Айкол Манас». Открыт в мае 2013 года[28]
- Памятник Каныкей, супруги Манаса
- Памятник Курманжан-датки
- Памятник Рысбаю Абдыкадырову (обл. филармония)
- Мемориальный комплекс «Вечный огонь»
- Мемориал «Скорбящая мать»
- Памятник воинам-интернационалистам в Афганистане (парк им. Токтогула)
- Памятник В. И. Ленину (в сквере около ТЦ Таатан)
- Памятник С. М. Кирову (в школе им. Кирова)
- Памятник красноармейцу В. Голубеву (парк им. Токтогула)
- Памятник космонавтам (сквер космонавтов)
- Автомобиль «ГАЗ-АА» на постаменте (автобатальон)

### Образование
Город Ош является крупнейшим образовательным центром страны после Бишкека. В крупнейшем ВУЗе страны — ОшГУ — обучается свыше 15000 студентов.

#### ВУЗы

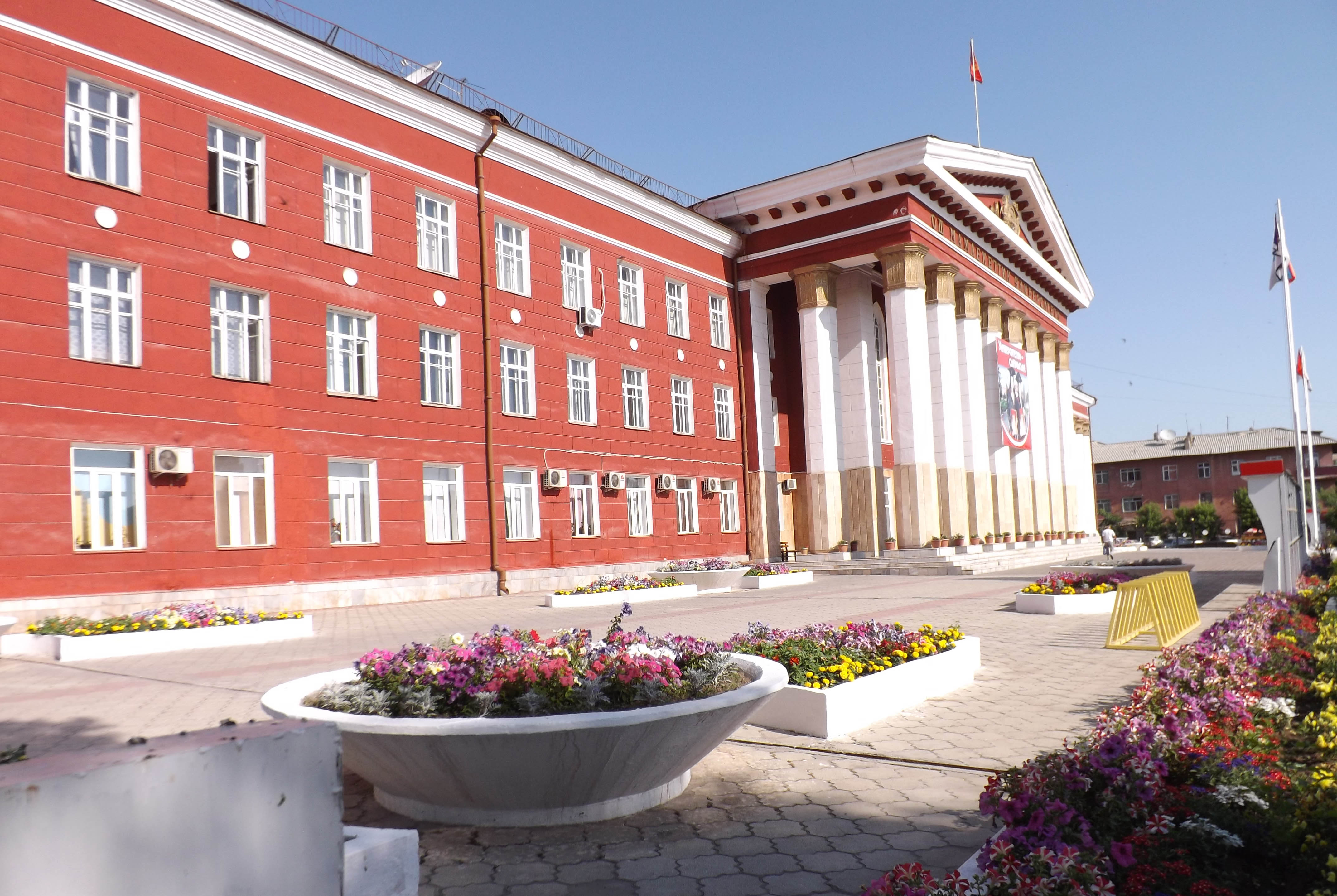
Главный корпус ОшГУ

- Ошский государственный университет (ул. Ленина, 331)[29]
- Ошский технологический университет (ул. Исанова, 81)[30]
- Ошский гуманитарно-педагогический институт имени А. Мырсабекова (ул. Исанова, 75)
- Кыргызско-узбекский университет (ул. Г. Айтиева)
- Филиал Российского государственного социального университета (РГСУ).

#### Другое
- Художественная школа им. Г. Айтиева
- Музыкальные школы N1 и N2
- Музыкальное училище

## СМИ
- Государственная телерадиокомпания «ЭлТР»
- Телекомпания «ОшТВ»
- Телекомпания «Ынтымак»
- Телекомпания «Керемет»
- Телекомпания «Мезон ТВ» (до 2010 г.)
- Телекомпания «Башат» — частная телекомпания. Работает в партнерстве с Китайским Национальным телеканалом «CCTV», а также является официальным сетевым партнером российского телеканала «ТНТ-Comedy».
- «Ош шамы»-городская общественно-политическая газета. Издание выходит на трех языках: киргизском, русском и узбекском
- Ош жаңырыгы — областная общественно-политическая газета на киргизском языке
- Эхо Оша — областная общественно-политическая газета на русском языке
- Ўш садоси — областная общественно-политическая газета на узбекском языке
- общественно-рекламная газета «Рек-Парк» (бывш. «Ош-Парк»)
- городско-рекламное газета «Ош ордосу»
- ИА АКИ-Пресс Ош
- Газета «Биз» — общественно-политическая газета на узбекском и киргизском языках.

## Спорт
- Центральный стадион «Ош» имени Ахматбека Суюмбаева.
- Ошский областной ипподром.
- Футбольный клуб «Алай».
- Спортивный клуб «Спартак» по вольной борьбе.
- Спортивный клуб «Мухаммед Умар» по дзюдо и смешанным единоборствам

## Консульства
- Генеральное консульство Российской Федерации.
- Генеральное консульство Республики Казахстан.
- Генеральное консульство Китайской Народной Республики.
- Консульство республики Узбекистан

## Города-побратимы
- Маниса, Турция (15 мая 1997 года)
- Стамбул, Турция (10 августа 1998 года)
- Худжанд, Таджикистан (3 июня 2000 года)
- Санкт-Петербург, Россия (20 февраля 2004 года)
- Амасья, Турция (6 декабря 2005 года)
- Кашгар, Китай (3 марта 2006 года)
- Новосибирск, Россия (26 июня 2009 года)
- Йозгат, Турция (2 ноября 2012 года)
- Урумчи, Китай (2013 год)
- Синин, Китай (9 декабря 2014 года)
- Тараз, Казахстан (17 июня 2016 года)
- Андижан, Узбекистан (3 октября 2016 года)
- Ош, Франция (с 2020 года)
- Ростов-на-Дону, Россия (12 октября 2023 года)
- Владивосток, Россия (15 июля 2024 года)

## В искусстве
Городу Ош посвящены:
- кинофильм «Сулайман-Тоо»
- песня «Алмаз — Ош шаарым»
- песня «Дилшодбек Хайдаров — Ўшлигим»